# رادوستين كيشيشيف
رادوستين برودانوف كيشيشيف (بالبلغارية: Радостин Кишишев)‏ (مواليد 30 يوليو 1974 في بورغاس) لاعب كرة قدم بلغاري دولي يجيد اللعب في خط الدفاع . يلعب حاليا لصالح نادي برايتون وهوف ألبيون الإنجليزي منذ 2010 .

## روابط خارجية
- رادوستين كيشيشيف على موقع الاتحاد الدولي (مؤرشف)  (الإنجليزية)
- رادوستين كيشيشيف على موقع اتحاد تركيا (لاعب) (الإنجليزية)
- رادوستين كيشيشيف على موقع قاعدة بيانات كرة القدم.إي يو (الإنجليزية)
- رادوستين كيشيشيف على موقع ناشيونال فوتبول تيمز (الإنجليزية)
- رادوستين كيشيشيف على موقع Soccerbase.com (لاعب) (الإنجليزية)
- رادوستين كيشيشيف على موقع Soccerway.com (الإنجليزية)
- رادوستين كيشيشيف على موقع عالم كرة القدم.نت (الإنجليزية)